# Рыбников, Сергей Викторович
Сергей Викторович Рыбников (15 июля 1978, Шверин, ГДР — 5 декабря 2014, Москва) — российский лётчик-испытатель 1 класса, Герой Российской Федерации (2017, посмертно).

## Биография

### Ранние годы
Сергей родился 15 июля 1978 года в семье военного лётчика, в городе Шверин (нем. Schwerin), ГДР. В 1995 году, после окончания Возжаевской средней школы, поступил в Барнаульское высшее военное авиационное училище лётчиков (БВВАУЛ), а после его расформирования продолжил обучение в Армавирском военном авиационном институте (АВАИ, ранее АВВАКУЛ ПВО имени маршала авиации П. С. Кутахова). С отличием окончил училище в 2000 году по специальности «Командная тактическая авиация; эксплуатация воздушного транспорта», присуждена квалификация «инженер-пилот».

### Лётная работа
После окончания училища был направлен для прохождения службы в 67-й бомбардировочный авиаполк (фронтовые бомбардировщики Су-24М) 6-й армии ВВС и ПВО (аэродром базирования Сиверский Ленинградской области).
В 2002 году поступил в Школу лётчиков-испытателей имени А. В. Федотова. Успешно окончив курс в октябре 2003 года продолжил работу в Лётно-испытательном центре РСК «МиГ», в г. Луховицы, Московской области, в должности лётчика-испытателя 3 класса.
За время лётной работы освоил более двух десятков типов серийных, модифицированных и опытных самолётов. Провёл ряд ответственных испытаний самолётов МиГ-АТ, МиГ-21, МиГ-27, МиГ-31БМ, МиГ-29 и их модификаций.
Наиболее значимый вклад Сергей Викторович внёс в испытания самолётов палубного базирования, в том числе за рубежом (задачи, связанные с облётом и сдачей заказчику самолётов РСК «МиГ»). В качестве лётчика-инструктора готовил иностранных пилотов к эксплуатации самолётов МиГ.
В период с июля 2012 года сентябрь 2013 года принимал участие в испытаниях самолёта МиГ-29К/КУБ на авианесущем крейсере «Викрамадитья» ВМС Индии, сооружённого на основе тяжёлого авианесущего крейсера «Адмирал Горшков».
29 августа 2012 года выполнил первую посадку на палубу. Произвёл всего 42 посадки на корабль, из них 7 ночных, проявив при этом профессионализм, мастерство, безупречную выдержку и силу характера. Испытания проходили в сложных метеорологических и гидрологических условиях Баренцева моря без предварительной лётной подготовки на наземном комплексе «НИТКА».
В 2014 году Сергей Викторович в качестве лётчика-инструктора участвовал в обучении строевых лётчиков ВМС Индии, выполнив более 20 посадок и взлётов на авианосец «Викрамадитья». Принимал участие в создании 303-й морской эскадрильи «Чёрные пантеры» (INAS 303 Black Panthers) на авиабазе «Ханса», Гоа, военно-морских сил Индии. 19 января 2014 года первый из индийских лётчиков осуществил первую самостоятельную посадку на палубу.

### Гибель
4 декабря 2014 года в 6 км севернее Воскресенска, в районе деревни Чемодурово Воскресенского района Московской области, при выполнении испытательного полёта потерпел катастрофу самолёт МиГ-29КУБ, бортовой номер 204. Командиру экипажа, лётчику-испытателю Сергею Рыбникову и второму пилоту, лётчику-испытателю Вадиму Селиванову удалось катапультироваться, однако оба лётчика были травмированы и в тяжёлом состоянии госпитализированы.
5 декабря 2014 года в реанимационном отделении НИИ имени Склифосовского Сергей Рыбников скончался не приходя в сознание. 8 декабря 2014 года, состоялась церемония прощания. Лётчик-испытатель 1 класса Сергей Викторович Рыбников похоронен на Аллее Героев Быковского мемориального кладбища в подмосковном г. Жуковском.

Потеря замечательного человека и талантливого лётчика-испытателя Сергея Рыбникова — это невосполнимая утрата для всей корпорации. Я выражаю самые глубокие соболезнования родным, близким и друзьям Сергея. Он прожил короткую, но достойную жизнь. Его имя навсегда останется в истории авиации и в нашей памяти.— Генеральный директор АО РСК «МиГ» Сергей Коротков

### Семья
Сергей Викторович был женат. Жена Юлия и три дочери — Майя, Виталина и Пелагея (2004, 2007 и 2014 года рождения).

## Награды
- Герой Российской Федерации (12 июля 2017 года, посмертно) — за мужество, героизм и высокий профессионализм, проявленные при испытании и освоении новой авиационной техники[4]
- Медаль Нестерова (10 апреля 2006 года) — за высокое профессиональное мастерство, грамотное и умелое принятие решений при проведении испытаний, связанных с риском для жизни[5]